# Pohjola
Pohjola és un lloc imaginari en la mitologia finesa, que fa referència a Pohja (Nord), com un punt de la brúixola, la terra del Nord — la regió polar, i, en el món dels Kalevala, el país dels Sami.
En el món real Pohjola comprendria parts de Lapònia i l'antic Kainuu. Pohjola es pot considerar també com purament un lloc mític, d'on prové la maldata — una terra prohibida i sempre freda lluny al Nord. Segons aquesta mitologia les malalties i les glaçades possiblement deriven de Pohjola. Pohjola és també l'enemic de Väinölä — el país de Kalevala.

## Pohjola i els contacontesKalevala
C. Ganander (1789) va caracteritzar Pohjola com Yttersta Norden, beskrives såsom en mörk och förfärlig ort. Tàrtar i ultima Thule (el nord més extrem... un lloc fosc i terrible. Tàrtar i Ultima Thule).

### Intents de tractar Pohjola com un lloc no mític
Elias Lönnrot, un dels principals col·leccionistes de poesia lírica popular finlandesa i compositor del Kalevala, va fer un esforç per interpretar Pohjola com un lloc real, considerant si els seus habitants podien ser samis o finlandesos, i precisament on àrees com Luotela / Luode ('regió del nord-oest'), Pimentola ('regió de la foscor'), Sariola i Untamola / Uni ('regió). del son') podria ser; molts altres estudiosos van seguir el seu exemple.
Tanmateix, la idea d'un extrem nord d'un altre món és un motiu molt estès a la literatura europea clàssica i medieval, i té un concepte corresponent, boasso, a la cultura saami. Així, Pohjola es pot pensar com un lloc purament abstracte, un trop literari que es manté com la font del mal – una terra inesperada, horrible i per sempre freda a l'extrem nord.

### Pohjola als contesKalevala
Al Kalevala, Pohjola apareix principalment com la llar de dones que els herois masculins, de la terra de Kalevala, busquen com a esposes.
La mestressa de Pohjola és Louhi, una bruixa poderosa i malvada. El gran ferrer Seppo Ilmarinen forja el Sampo a la seva demanda com a pagament per la mà de la seva filla en matrimoni.
El Sampo és un artefacte màgic, possiblement un molí d'abundància que produeix abundants béns, com la Cornucòpia. La seva naturalesa exacta no està clara, però la seva tapa giratòria també s'ha interpretat com un símbol de la volta celeste del cel: incrustat amb estrelles, gira al voltant d'un eix central, o el pilar del món.
Altres personatges de Kalevala també busquen matrimoni amb les filles de Pohjola. Aquests inclouen l'aventurer Lemminkäinen, i el vell savi Väinämöinen. Louhi els exigeix fets semblants a la forja de Sampo, com ara disparar al Cigne de Tuonela. Quan el pretendent finalment aconsegueix la filla, se celebren casaments i grans festes per beure i menjar a la gran sala de Pohjola.
La fundació del pilar mundial, també considerada com l'arrel de l'"arbre del món", es trobava probablement a Pohjola, en algun lloc just per sobre de l'horitzó nord des de la perspectiva mitològica finlandesa. Es pensava que el pilar descansava sobre la Pohjantähti o Estel del Nord.
El gruix del Kalevala són les històries sobre el Sampo, guardades a Pohjola. Els principals episodis de la sèrie Pohjola són:
- La forja del Sampo i la seva abundància acaparada per la bruixa Louhi dins d'una gran muntanya, a les fosques zones de Pohjola.
- Les lluites de la gent del sud i la seva incursió a Pohjola per apoderar-se del Sampo per a les seves pròpies necessitats.
- El trencament del Sampo en el procés de la lluita per aconseguir-lo, i la pèrdua de la seva important tapa (que implica trencar l'arbre del món al pol nord).